# Christine Orengo
Christine Anne Orengo, née le 22 juin 1955 est professeur de Bio-informatique à l'University College de Londres (UCL) connue pour ses travaux sur la structure des protéines, en particulier la base de données CATH. Orengo est présidente de la Société internationale de biologie computationnelle (ISCB), la première femme dans l'histoire de la société.

## Éducation
Orengo étudie la physique chimique à l'Université de Bristol où elle obtient un baccalauréat ès sciences en 1976. Elle poursuit ses études à l'Université d'Aberdeen où elle obtient une maîtrise ès sciences en physique médicale en 1977 pour des recherches sur la perturbation du métabolisme du fer chez des rats de laboratoire atteints de sarcomes de Yoshida. Elle obtient un doctorat pour la recherche sur les propriétés rédox de l'Hème dans les protéines en 1984 à l'UCL.

## Carrière et recherche
Après son doctorat, Orengo travaille dans l'industrie en tant que chimiste en chef pour FCI International à Bruxelles et modélisatrice mathématique pour Humphreys & Glasgow à Londres. En 1987, elle est nommée chercheuse postdoctorale à l'Institut national de recherche médicale (NIMR) à Mill Hill où elle travaille jusqu'en 1990. Elle rejoint le département de biochimie et de biologie moléculaire de l'UCL en 1995 et reçoit une bourse senior du Medical Research Council (MRC) en bioinformatique. Elle est promue professeure de bioinformatique en 2002.
Les recherches d'Orengo analysent les gènes, les protéines et les systèmes biologiques à l'aide de méthodes informatiques pour classer les protéines en familles évolutives. Ses recherches sont financées par le Conseil de recherches médicales et le Conseil de recherches en biotechnologie et en sciences biologiques (BBSRC).
Orengo est co-éditeur avec David Jones et Janet Thornton du manuel Bioinformatics: Genes, Proteins and Computers.
Orengo est élue membre de l'Organisation européenne de biologie moléculaire (EMBO) en 2014 et membre de la Royal Society (FRS) en 2019,.